# فهرست فرودگاه‌های اردن
این مقاله شامل فهرست فرودگاه‌های اردن است که بر پایهٔ مکان قرارگیری آن‌ها مرتب شده است.

## فهرست
| مکان       | ایکائو | یاتا | نام فرودگاه                  |
| ---------- | ------ | ---- | ---------------------------- |
| امان       | OJAI   | AMM  | فرودگاه بین‌المللی کویین آلیا |
| امان       | OJAM   | ADJ  | فرودگاه کشوری عمان           |
| عقبه       | OJAQ   | AQJ  | فرودگاه بین‌المللی ملک حسین   |
| Assab      | OJHR   |      | H 4                          |
| Azraq      | OJ40   |      | پایگاه هوایی شهید موفق       |
| Dafyanah   | OJHF   |      | Prince Hasan Airport         |
| شهر المفرق | OJMF   |      | پایگاه هوایی ملک حسین        |